# Platynus cincticollis
Platynus cincticollis är en skalbaggsart som beskrevs av Thomas Say 1823. Platynus cincticollis ingår i släktet Platynus och familjen jordlöpare. Inga underarter finns listade i Catalogue of Life.